# Théâtre de Lorient

Logo du Théatre depuis 2023

Le Théâtre de Lorient est une salle de spectacle située à Lorient, en France.

## Histoire

### Le premier Théâtre
En 1778, les actionnaires de Lorient décident de construire un théâtre italien privé où une troupe permanente pourra s'installer, cours de la bôve. La construction est supervisée par Phillipe Guillois. La première pièce jouée par la troupe franco-italienne se nomme L'Esprit follet. En 1856, la commune rachète le théâtre, où, en 1902, Sarah Bernhardt joue La Dame aux camélias.
Le théâtre et la statue de Victor Massé sont détruits en le 15 janvier 1943 lors du bombardement de la ville.

### Le Grand Théâtre de Lorient
Le Grand Théâtre conçu par l'architecte Henri Gaudin est construit de mai 2001 à 2003, pour un coût annoncé de 22 millions d'euros porté par l'Union européenne, l'État, le conseil général du Morbihan, et la Ville de Lorient. Il comporte avec deux salles d'une capacité de 1034 places et 80 places pour le Studio. Il est localisé Place de l’Hôtel de Ville.

## Fonctionnement
En 2011, le maire de Lorient, Norbert Métairie, en accord avec le Ministre de la culture, confie à Éric Vigner la direction artistique d’un projet pluridisciplinaire, « Le Théâtre de Lorient », regroupant l’activité du CDDB et celle du théâtre municipal, scène pour la danse. Il associe des artistes reconnus, vivant et travaillant en Bretagne : pour la danse, Boris Charmatz, qui dirige le Musée de la danse, Centre chorégraphique national de Rennes et de Bretagne, et pour la musique, Jean-Christophe Spinosi, qui dirige l’Ensemble Matheus à Brest.
Pour l’ouverture du Théâtre de Lorient, Éric Vigner crée La Place Royale ou l'Amoureux extravagant de Corneille du 3 au 18 octobre 2011. 

### CDDB-Théâtre de Lorient
L’Étoile, ancien cinéma, est construit en 1947 par la paroisse Sainte Jeanne d’Arc. Il fonctionne jusqu’à la fin des années soixante. En 1971, Jacques Sinquin en fait une salle de cinéma art et essai, le Studio Merville, qui cesse son activité en 1985.
En 1988, la ville de Lorient restaure le bâtiment pour en faire le Théâtre Quai Ouest qui accueille le  Théâtre Quotidien de Lorient (TQL), compagnie de Philippe Froger et Jean Le Scouarnec. Le lieu obtient le label de centre dramatique régional.
En 1996, Éric Vigner est nommé à la direction du Théâtre Quai Ouest, le Centre dramatique régional de Bretagne. Le théâtre devient le CDDB-Théâtre de Lorient et en 2002 et obtient le statut de Centre dramatique national avec pour mission la programmation théâtrale du nouveau théâtre municipal, le Grand Théâtre conçu par l’architecte Henri Gaudin, qui ouvre ses portes en 2003.
Le CDDB est subventionné par le ministère de la Culture, la Région Bretagne, le département du Morbihan et la ville de Lorient. Il est localisé au 11 rue Claire Droneau à Lorient. La capacité de la salle est de 338 places.
Christophe Honoré, Madeleine Louarn, Marc Lainé sont artistes associés au CDDB. 
Le 5 octobre 2022 marque la nomination d'un nouveau directeur, Simon Delétang, à ce moment-là à la tête du Théâtre du peuple de Bussang. 